# Frédéric Guesdon
Frédéric Guesdon (ur. 14 października 1971 w Saint-Méen-le-Grand) – francuski kolarz szosowy.
Przez niemal całą karierę związany z grupą Groupama-FDJ. Współpracę z nią kontynuował także po zakończeniu kariery kolarza, a od 2015 pełni w niej rolę asystenta dyrektora sportowego.

## Osiągnięcia
Opracowano na podstawie:

1993
- 3. miejsce w Tour de Bretagne

1994
- 2. miejsce w Paryż-Roubaix U23

1996
- 3. miejsce w mistrzostwach Francji (start wspólny)

1997
- 1. miejsce w Classic Haribo
- 1. miejsce w Paryż-Roubaix
- 2. miejsce w La Poly Normande
- 1. miejsce na 2. etapie Tour du Limousin

1999
- 1. miejsce na 3. etapie Tour de l’Ain
- 3. miejsce w Grand Prix d’Isbergues

2000
- 1. miejsce na 1. etapie Critérium du Dauphiné
- 3. miejsce w Grand Prix d’Isbergues
- 1. miejsce na 1. etapie Giro della Provincia di Lucca

2001
- 3. miejsce w Grand Prix de Denain

2002
- 1. miejsce na 5. etapie Critérium du Dauphiné

2003
- 3. miejsce w Ronde van Midden-Zeeland

2004
- 2. miejsce w Grand Prix d’Isbergues

2006
- 2. miejsce w La Tropicale Amissa Bongo
  - 1. miejsce w prologu
- 3. miejsce w Grand Prix d’Isbergues
- 1. miejsce w Paryż-Tours

2007
- 1. miejsce w La Tropicale Amissa Bongo

2008
- 1. miejsce w Tro Bro Leon

## Rankingi
| Rok                | 2003 | 2004 | 2005 | 2006 | 2007 | 2008 | 2009 | 2010 | 2011  |
| ------------------ | ---- | ---- | ---- | ---- | ---- | ---- | ---- | ---- | ----- |
| UCI World Ranking  | 170. | -    |      |      |      |      |      |      |       |
| UCI ProTour        |      |      | -    | 45.  | -    | -    |      |      |       |
| UCI World Calendar |      |      |      |      |      |      | 185. | -    |       |
| UCI Europe Tour    |      |      |      |      |      |      |      |      | 1051. |
|                    |      |      |      |      |      |      |      |      |       |
| Źródło: UCI        |      |      |      |      |      |      |      |      |       |